# Marianne Mortensen
Marianne Mortensen (født 16. september 1958 i Skagen) er en dansk skuespillerinde.
Marianne Mortensen er uddannet på skuespillerskolen ved Århus Teater fra 1980 til 1983.
Hun er datter af Villy Nielsen og Margit Iversen.

## Filmografi
- Manden i månen (1986)
- Roser og persille (1993)
- Et rigtigt menneske (2001)

### TV-serier
- Gøngehøvdingen (1983) afsnit 5, 9, 12, og 13
- Hallo det er jul (1995)
- Nikolaj og Julie (2002-2003) afsnit 11

## Ekstern kilde/henvisning
- Marianne Mortensen på Internet Movie Database (engelsk)
- Marianne Mortensen på Filmdatabasen
- Marianne Mortensen på danskefilm.dk
- Marianne Mortensen på danskfilmogtv.dk
- Marianne Mortensen på Scope
- Marianne Mortensen på AllMovie (engelsk)
- Marianne Mortensen på The Movie Database (engelsk)